# 羊鳴 (漫畫家)
羊鳴（1920年7月7日—1996年12月18日），本名陳光熙，出身於台灣台南的漫畫家。京都帝大法律系畢業。1940年代就活躍於報刊雜誌，戰後在《學友》大量創作，代表作「小八爺」風靡一時，同時他在「學友」發表「三國誌」、「邊城敢死隊」等作品。畢生在教育界奉獻服務，曾擔任北商（台北商專，現今國立臺北商業大學）訓導主任，31歲（1951年）受教育部指派設立臺北市商（臺北市立初級商業職業學校，簡稱北市商，即現今臺北市立士林高級商業職業學校簡稱，士商、北士商），並擔任第一任校長至1982年退休，期間32年。

## 人物
- 1953年《學友》的創刊為台灣的兒童漫畫推向了巔峰[1]，以《小八爺初中日記》在該雜誌大量創作並大受歡迎，為挑戰牛哥，以「羊鳴」為筆名。出生於日治時代1920年的陳光熙本身就是傳奇，日治時期就跨海在日本講談社戰前重量級大眾雜誌《KING》創刊號奪得漫畫徵件獎金，十多歲就在《台灣新民報》和《台灣日日新報》擔任特約漫畫家，學費和生活費均來自稿費收入。

- 以筆名「羊鳴」大放異彩之後，應《學友》老闆之邀擔任總編輯一職，自己也同時有多部作品在《學友》上連載[2]，並拉拔陳定國等一干漫畫好手共襄盛舉。但出沒幾期就遇上了葛羅禮颱風，水淹雜誌社而血本無歸。

- 漫畫作品大多以生活為採取重點，「小八爺初中日記」在《學友》連載時，即以「交通安全」、「拾金不昧」、「生活禮貌」、「守望相助」、「新生活運動」等為題材。在《學友》，他畫了中國古典文學鉅作「三國志」，也畫了以西部開拓史為背景的「邊城敢死隊」，另外還有「海賊覆亡記」述說一個小孩的奇遇，猶如「金銀島」故事，對1950年代的兒童而言非常新鮮。不過他說，畫過的所有作品中，「三國志」和「海賊覆亡記」是他較得意的作品。

- 筆觸圓潤柔美，人物造型別樹一幟。他獨創一格的風貌，在當年看不出師法何人。1967年左右，他經朋友介紹在《台灣晚報》每日連載「長巷春秋」，將濃烈的鄉土氣息融入圖像，予人特有的台灣社會人情味，情節感人，寫進巷內人生百態。1970年代，他還在《小讀者》上重新推出「小八爺」。

## 作品一覽

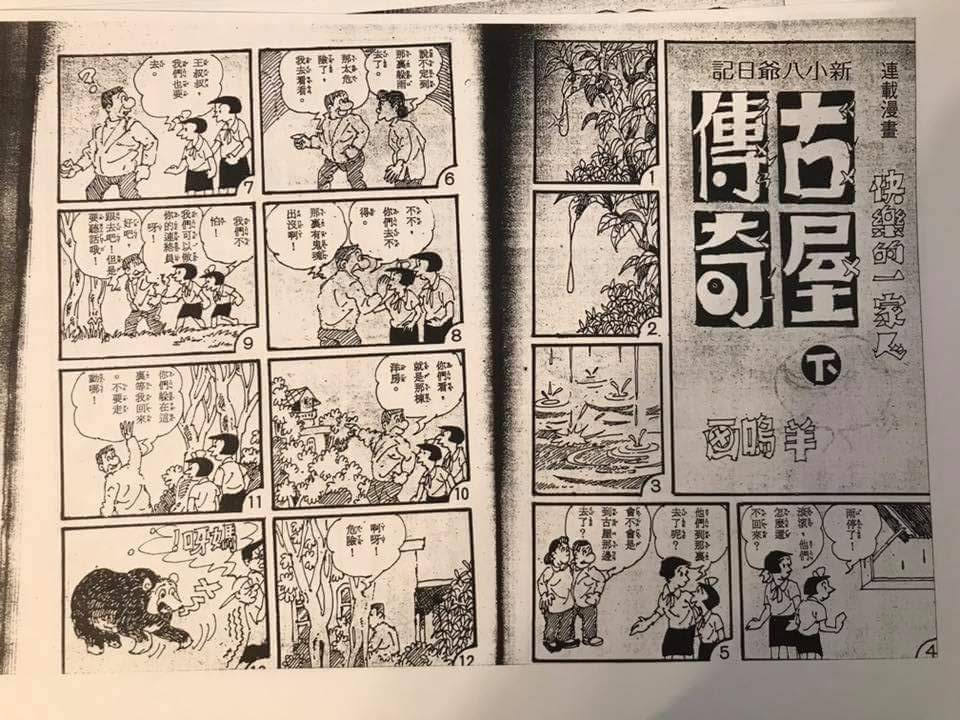

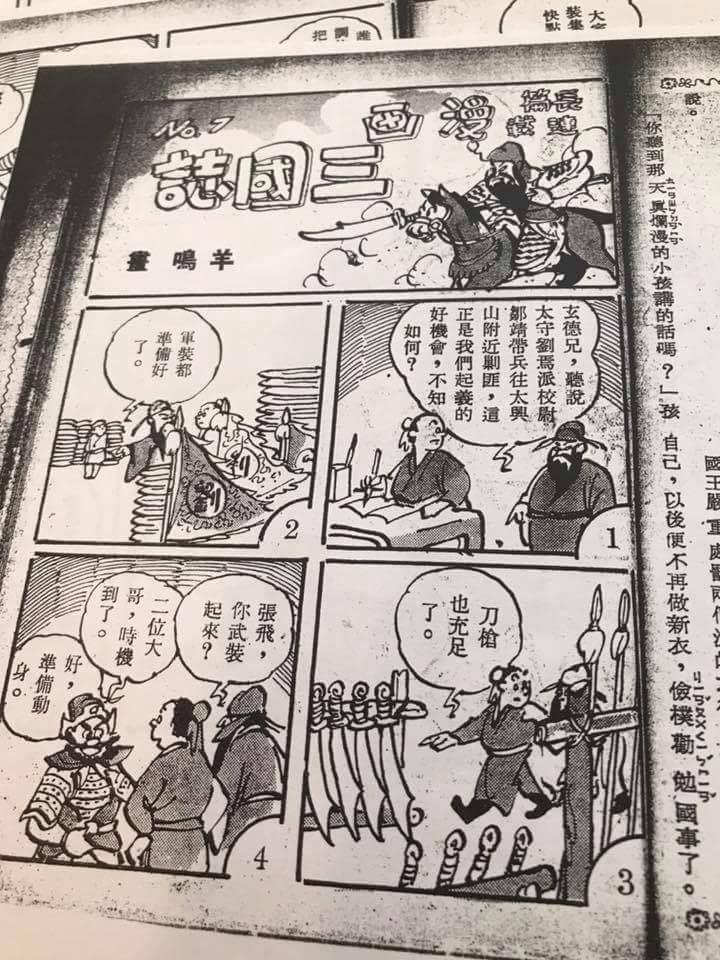

- 小八爺

- 三國志

- 邊城敢死隊
- 海賊覆亡記
- 長巷春秋